# سد السبعين
سد السبعين، هو سد تاريخي وأحد أبرز معالم روضة سدير التي تقع في منطقة الرياض وسط السعودية على بُعد 150 كيلومتر شمال مدينة الرياض.

## نبذة
بنى السد رميزان بن غشام التميمي في بداية إمارته لروضة سدير في القرن السابع عشر الميلادي. تسبب بناءه غضبا لبعض أهالي المناطق المجاورة التي يمر بها وادي الفقي فقد توقعوا أن السد سيسبب انحساراً لمياه الوادي إلا أن السد الذي بني بناء محكما ومنيعاً لم يحجب عنهم مياه الوادي تماما بل حجره لمنسوب معين حتى يستطيع أهل الروضة سقاية أراضيهم، والسد تم بناءه على شكل قناطر تتخلله فتحات تنساب منه مياه الوادي عند ارتفاع معين وعند هطول الأمطار الغزيرة تجتاز المياه من أعلى السد، وهو مبني من الأحجار الكبيرة والمرصوصة بشكل هندسي ساهم على حجز الماء، وبلدة الروضة هي أول مصب ل«وادي الفقي» - وادي سدير -، وكان الماء ينساب من أراضيها سريعاً، فلا ينتفع به أهل البلدة كثيراً، ولهذا قرر الأمير رميزان بن غشام بناء «السبعين» ودخلوا مع جيرانهم في منازعات طويلة، وقد تحكي بعض الأساطير أن «السبعين» سمي بذلك لأن أبراجه البالغ عددها سبعين برجاً، كانت تحمل جماجم سبعين رجلاً من الذين رفضوا بناء السد، ودخلوا في حروب مع رميزان وأهالي الروضة.

## قصيدة السبعين
قال رميزان قصيدته المسماة بـ «ملحمة السبعين»، وتعتبر طويلة اخترنا بداياتها، وهي كالآتي:

## انظر ايضاً
- روضة سدير